# جبريل سالازار
جبريل سالازار (بالإسبانية: Gabriel Salazar)‏ هو مؤرخ وكاتب تشيلي، ولد في 31 يناير 1936 في سانتياغو في تشيلي.